# マドリード都市圏

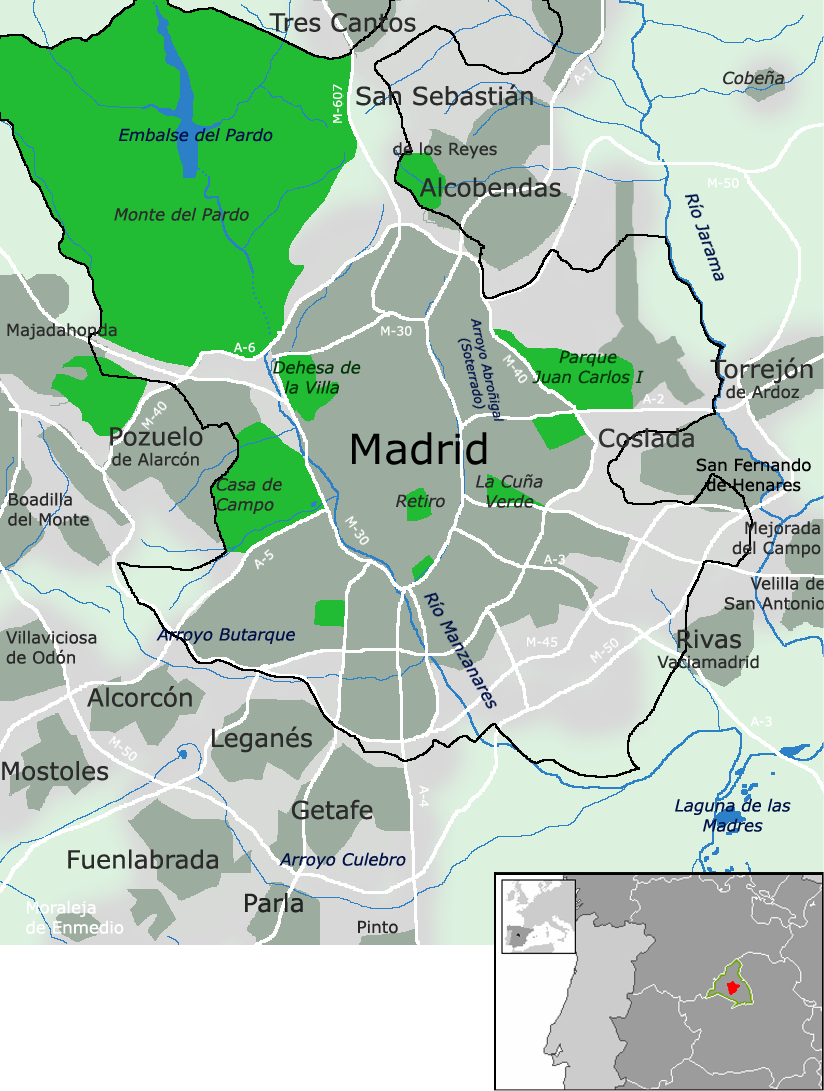
マドリード都市圏

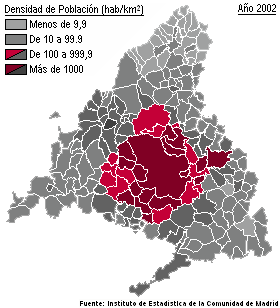
マドリード州（灰）とマドリード都市圏（赤）の各自治体の人口密度

マドリード都市圏（スペイン語: Área metropolitana de Madrid）は、スペインの首都マドリードを中心とした約25自治体で構成される都市圏（首都圏）である。マドリード大都市圏やマドリード首都圏などとも表記される。または調査機関によって構成する自治体は異なるが、Population Data.netは面積を5,335.97km2、2015年時点の人口を6,321,398人としている。

## 特徴
人口の観点ではスペイン最大、欧州連合(EU)第4位（ヨーロッパの都市圏一覧）、世界第54位（人口順の都市圏一覧）の都市圏である。2009年のマドリード都市圏の域内総生産(GRP)は189億ユーロと推定されており、マドリード州の域内総生産の90%以上を占めている。マドリード都市圏の1人あたり域内総生産は37,758ユーロであり、マドリード州の30,453ユーロを上回っている。
世界各国の似たような規模の多くの都市圏と同様に、インナーリングとアウターリングという2つのゾーンに区分される。マドリードの北側よりも南側に大きな都市圏が形成されている。
| 中心           | マドリード |
| インナーリング | アルコルコン、レガネス、ヘタフェ、モストレス、フエンラブラーダ、コスラーダ、アルコベンダス、ポスエロ・デ・アラルコン、サン・フェルナンド・デ・エナーレス |
| アウターリング | ビジャビシオーサ・デ・オドン、パルラ、ピント、バルデモーロ、リバス＝バシアマドリード、トレホン・デ・アルドス、アルカラ・デ・エナーレス、サン・セバスティアン・デ・ロス・レイエス、トレス・カントス、ラス・ロサス・デ・マドリード、マハダオンダ、ボアディーリャ・デル・モンテ |

## 自治体一覧

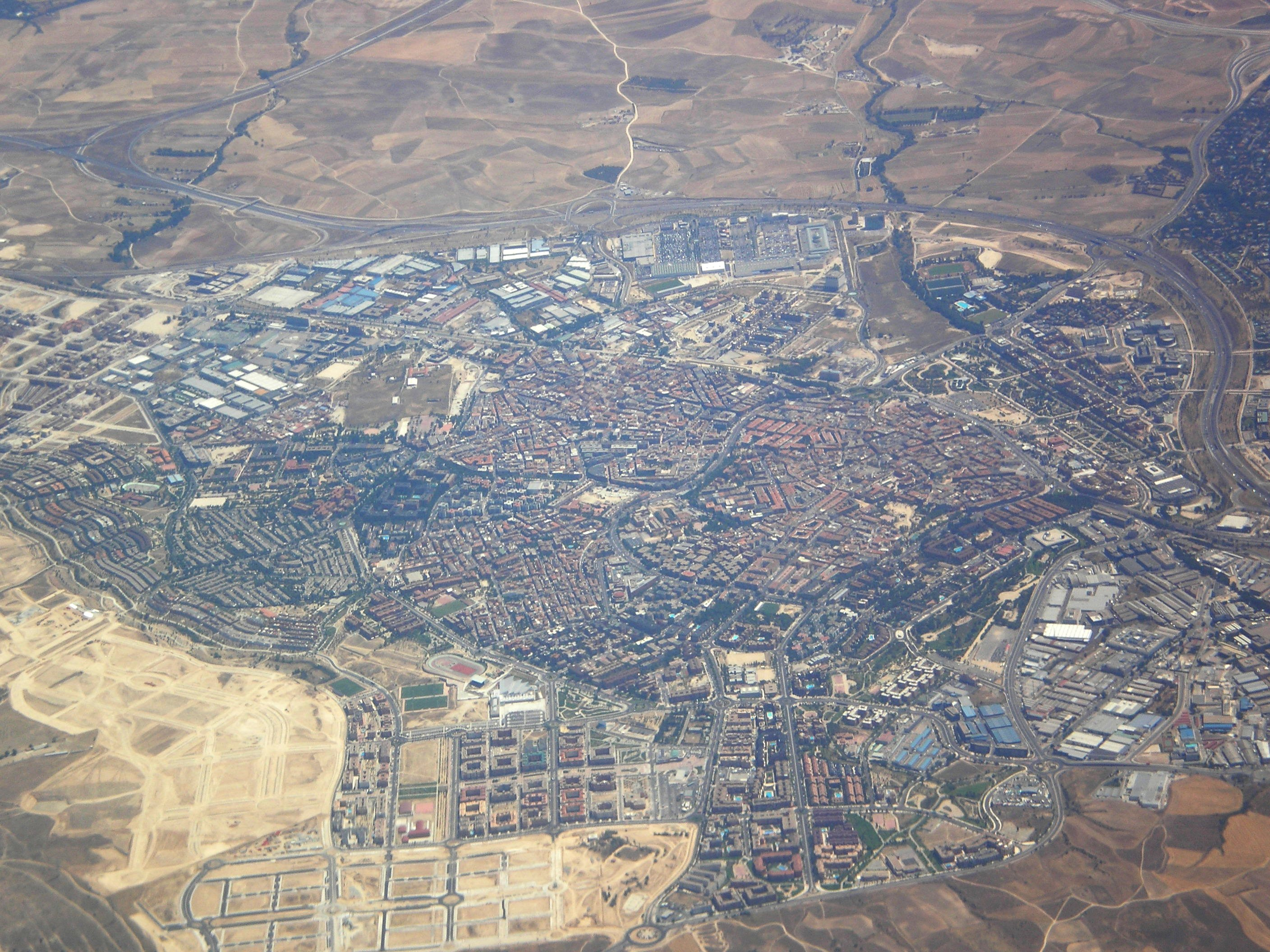
サンセとアルコベンダス

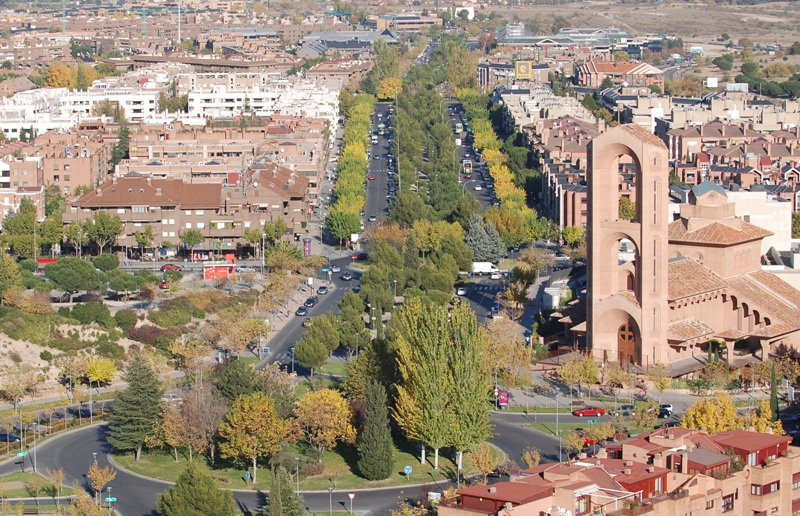
高級住宅地を有するポスエロ・デ・アラルコン

| 順位 | 自治体                                   | 人口（人） | 面積 (km2) |
| ---- | ---------------------------------------- | ---------- | ---------- |
| 1    | マドリード                               | 3,233,527  | 605.8      |
| 2    | モストレス                               | 206,031    | 45.0       |
| 3    | アルカラ・デ・エナーレス                 | 203,924    | 88.0       |
| 4    | フエンラブラーダ                         | 198,132    | 39.1       |
| 5    | レガネス                                 | 187,125    | 43.1       |
| 6    | ヘタフェ                                 | 171,280    | 78.7       |
| 7    | アルコルコン                             | 169,308    | 33.7       |
| 8    | トレホン・デ・アルドス                   | 125,331    | 32.6       |
| 9    | パルラ                                   | 124,208    | 24.4       |
| 10   | アルコベンダス                           | 111,040    | 45.0       |
| 11   | コスラーダ                               | 91,832     | 12.0       |
| 12   | ラス・ロサス・デ・マドリード             | 90,390     | 58.3       |
| 13   | ポスエロ・デ・アラルコン                 | 83,844     | 43.2       |
| 14   | サン・セバスティアン・デ・ロス・レイエス | 81,466     | 58.7       |
| 15   | リバス＝バシアマドリード                 | 75,444     | 67.4       |
| 16   | バルデモーロ                             | 70,315     | 64.5       |
| 17   | マハダオンダ                             | 70,198     | 38.5       |
| 18   | アルガンダ・デル・レイ                   | 55,506     | 79.7       |
| 19   | ボアディーリャ・デル・モンテ             | 47,037     | 47.2       |
| 20   | ピント                                   | 46,763     | 62.2       |
| 21   | コルメナール・ビエホ                     | 46,321     | 182.6      |
| 22   | サン・フェルナンド・デ・エナーレス       | 41,376     | 38.8       |
| 23   | トレス・カントス                         | 41,302     | 38.0       |
| 24   | ビジャビシオーサ・デ・オドン             | 24,963     | 68.1       |
| 25   | メホラーダ・デル・カンポ                 | 20,245     | 17.2       |